# Gerard Johan Staller

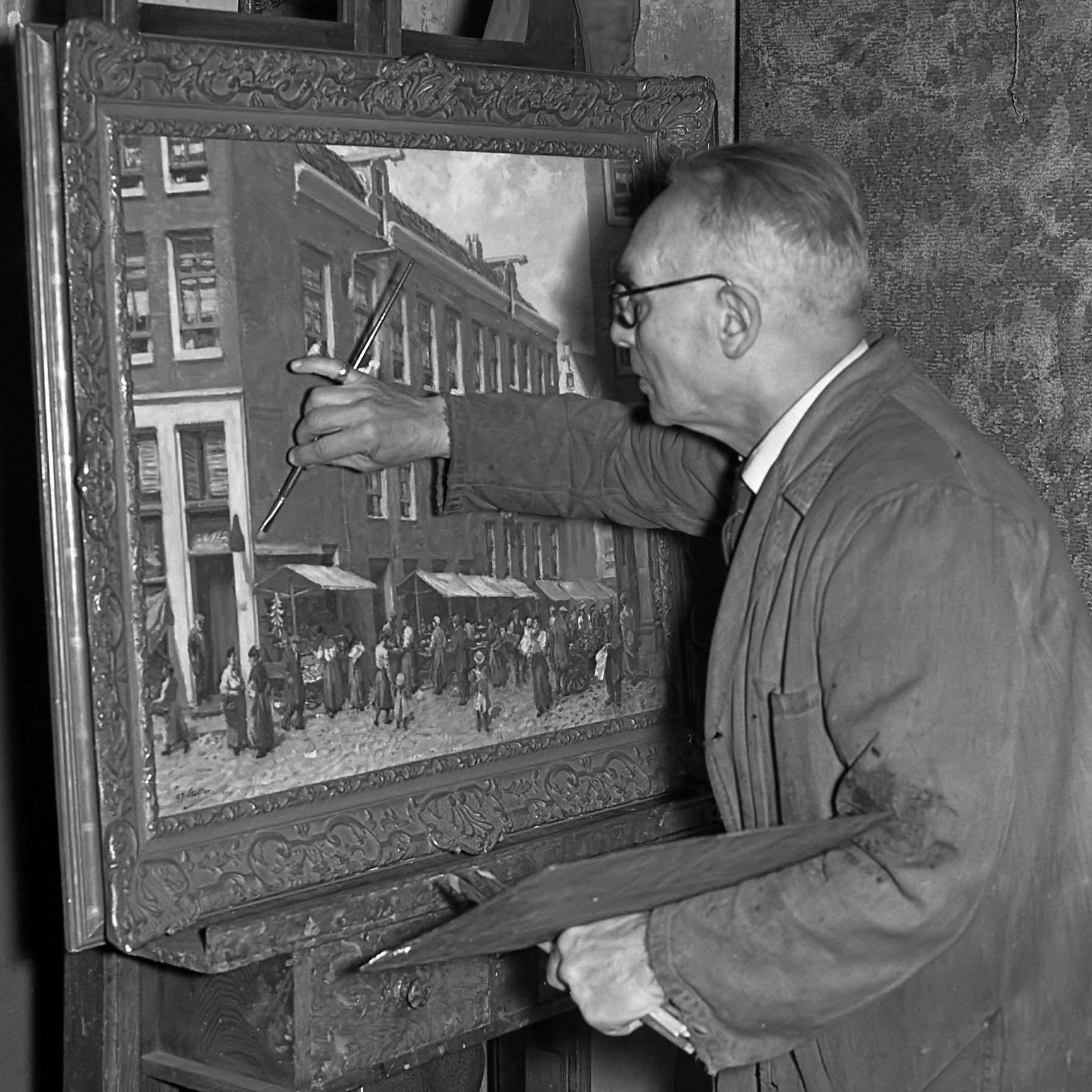
Gerard Johan Staller (1954)

Gerard Johan Staller  (Amsterdam,  2 januari 1880 – aldaar, 18 oktober 1956)  was een Nederlandse kunstschilder, illustrator, tekenaar, graficus, aquarellist, etser, en plateelschilder, hij werkte aanvankelijk voor de keramische industrie, maar ging zich later geheel op de schilderkunst toeleggen en werd genoemd de schilder van het Amsterdamse Joodse volksleven. 
Behalve een paar reizen naar België, Duitsland en Algerije werkte hij bijna zijn gehele leven in Amsterdam, waar hij ook zijn opleiding genoot aan de Rijksnormaalschool voor Teekenonderwijzers, het Instituut voor Kunstnijverheidsonderwijs en de Rijksakademie van beeldende kunsten. 
Hij was een leerling van August Allebé. Hij was in 1913 winnaar van de Willink van Collenprijs. Staller was regelmatig te vinden in Artis met zijn schetsboek  en schilderde ook voornamelijk Amsterdamse stadsgezichten en volkstaferelen in de Joodse buurt rond het Waterlooplein en de Jordaan. 
Staller was lid van Arti et Amicitiae in Amsterdam en de Vereeniging Sint Lucas ook in  Amsterdam. Hij was leraar van Frits Schiller, de amateur-schilder die het Schiller Hotel annex café op het Amsterdamse Rembrandtplein bezat.